# Fonction propre (analyse convexe)
Pour les notions de fonction propre en analyse spectrale et en topologie, voir respectivement Fonction propre et Application propre
En analyse convexe (une branche des mathématiques), une fonction à valeurs dans la droite réelle achevée {\displaystyle {\overline {\mathbb {R} }}=\mathbb {R} \cup \{-\infty ,+\infty \}} est dite propre si elle est n'est pas identiquement égale à {\displaystyle +\infty } et ne prend pas la valeur {\displaystyle -\infty }.

## Définitions
Une fonction à valeurs dans {\displaystyle {\overline {\mathbb {R} }}} est dite propre si elle vérifie l'une des propriétés équivalentes suivantes :
- elle ne prend pas la valeur {\displaystyle -\infty } et elle n'est pas identiquement égale à {\displaystyle +\infty } ;
- elle ne prend pas la valeur {\displaystyle -\infty } et son domaine effectif est non vide ;
- son épigraphe est non vide et ne contient pas de droite verticale.

Elle est dite impropre dans le cas contraire.
En analyse convexe, il est utile de pouvoir considérer des fonctions pouvant prendre des valeurs infinies, car certaines fonctions sont le résultat de constructions qui n'assurent pas a priori la finitude des valeurs qu'elles prennent. Les fonctions convexes prenant la valeur {\displaystyle -\infty } sont très particulières et en général indésirables.
Certains auteurs notent
{\displaystyle \operatorname {Conv} E}
l'ensemble des fonctions convexes propres définies sur un espace vectoriel {\displaystyle E}. Cet ensemble n'est clairement pas stable par différence, ni même par somme (la somme de deux fonctions convexes propres peut être impropre).

## Propriété
Si {\displaystyle E} est de dimension finie, on peut le munir d'un produit scalaire, noté {\displaystyle \langle \cdot ,\cdot \rangle }, qui en fait un espace euclidien.
Existence d'une minorante affine — Soit {\displaystyle E} un espace euclidien. Alors une fonction {\displaystyle f\in \operatorname {Conv} E} a une minorante affine : il existe {\displaystyle \alpha \in \mathbb {R} } et {\displaystyle s\in E} tels que
{\displaystyle \forall x\in E\qquad f(x)\geqslant \alpha +\langle s,x\rangle .}
{\displaystyle \forall x\in E\qquad f(x)\geqslant f(x_{0})+\langle s_{0},x-x_{0}\rangle .}
La seconde partie de ce résultat revient à dire qu'une fonction convexe propre est sous-différentiable sur l'intérieur relatif de son domaine.

### Référence
1. ↑  Hiriart-Urruty et Lemaréchal 2001, p. 74.